# (263516) Alexescu
(263516) Alexescu est un astéroïde de la ceinture principale.

## Description
(263516) Alexescu est un astéroïde de la ceinture principale. Il fut découvert le 13 mars 2008 à La Silla par le programme EURONEAR. Il présente une orbite caractérisée par un demi-grand axe de 2,47 UA, une excentricité de 0,14 et une inclinaison de 7,2° par rapport à l'écliptique.

## Compléments